# 10月1日
10月1日是阳历年的第274天（闰年是275天），离平年和闰年的结束还有91天。

## 大事記

### 18世紀以前
- 前331年：亞歷山大大帝的馬其頓王國軍隊在高加米拉戰役中擊敗大流士三世的波斯帝國軍隊。
- 366年：達瑪穌一世祝聖為教宗。
- 959年：埃德加成为英格兰王国君主。
- 965年：若望十三世祝聖為教宗。
- 1553年：瑪麗一世 (英格蘭)於西敏寺加冕（英语：Coronation of Mary I of England）為英格蘭女王。
- 1588年：波斯帝国萨法维王朝阿巴斯一世（大帝）继位。

### 18世纪
- 1730年：奥斯曼苏丹艾哈迈德三世在禁卫军政变（英语：Patrona Halil）中被迫逊位，马哈茂德一世被立为苏丹。奥斯曼“郁金香时代”结束。
- 1777年：西班牙与葡萄牙签署《第一次圣伊德方索条约》。葡萄牙承认西班牙领有乌拉圭，以交换对巴西内陆亚马逊盆地的主权。
- 1795年：法兰西吞并奥属尼德兰。

### 19世紀
- 1800年：西班牙将路易斯安那殖民地重新归还给法国，换取意大利托斯卡纳的统治权。
- 1813年：威斯特伐利亚国王杰罗姆·波拿巴战败撤离后，俄罗斯军队宣布威斯特伐利亚王国解散。
- 1814年：智利独立战争中的兰卡瓜战役（英语：Battle of Rancagua）爆发。西班牙政府军大败智利独立军，扭转战争形势。
- 1843年：英國《世界新聞報》發刊。
- 1890年：在约翰·缪尔等环保人士推动下，美国国会在加利福尼亚州设立优胜美地国家公园。
- 1894年：马达加斯加成为法国殖民地。
- 1898年：戊戌政變發生後，康有为、梁启超出逃。

### 20世紀
- 1903年：第一屆世界棒球錦標賽開幕。
- 1910年：九廣鐵路（英段）（現時為港鐵東鐵綫）通車。
- 1918年：第一次世界大戰：湯瑪斯·愛德華·勞倫斯率領的阿拉伯軍隊攻佔大馬士革。
- 1924年：超現實主義宣言卷一出版
- 1927年：苏联开始实施第一个五年计划。
- 1930年：中国收回威海卫主权。
- 1936年：在西班牙內戰期間，西班牙長槍黨領導人弗朗西斯科·佛朗哥自封為大元帥與國家元首。
- 1938年：德國吞併蘇台德地區。
- 1942年：第二次世界大戰：從香港運送戰俘到日本的「里斯本丸」被美軍「鱸魚號」炮擊，當時船上並無標識是運載戰俘的船隻。
- 1946年：纽伦堡国际军事法庭对纳粹领导人作出裁决。
- 1949年：中国共产党领导人毛泽东在北京市的开国大典上，宣布中华人民共和国正式成立。
- 1958年：由美國國家航空諮詢委員會改組而成的美國國家航空暨太空總署正式成立及運作。
- 1960年：脱离英国独立。
- 1961年：柏克萊加州大學内举行言論自由運動。
- 1961年：在英屬喀麥隆北部與奈及利亞合併後，南部與喀麥隆共和國（原法屬喀麥隆）合併為「喀麥隆聯邦共和國」
- 1964年：日本东京与大阪之间的东海道新干线通车，为世界首条商业营运的高速铁路系统。
- 1965年：印尼九·三〇事件：蘇哈托粉碎政變。
- 1969年：首次超音速飛行。
- 1978年：吐瓦魯脱離英國獨立。
- 1979年：香港地鐵修正早期系統——石硤尾至觀塘段通車。
- 1979年：美国把巴拿马运河主权归还巴拿马。
- 1982年：中国第一条复线电气化铁路石太线开通运营。
- 1982年：赫尔穆特·科尔出任德国第32任总理。
- 1989年：丹麦成为世界上第一个允许同性伴侣登记为伙伴关系的国家，但不认可同性婚姻。
- 1989年：香港地鐵藍田站正式開放給予乘客出入，當日亦為觀塘綫首段（即修正早期系統北段）石硤尾至觀塘通車10週年。
- 1994年：從聯合國正式独立。
- 1994年：中國上海東方明珠電視塔落成，是當時中國內地最高的建築物，也是全球第五高的塔式建筑（支柱式铁塔除外）。

### 21世紀
- 2003年：香港政府開始向外籍家庭傭工的僱主徵收每月400元的僱員再培訓徵款。
- 2004年：美國職棒大聯盟西雅圖水手隊選手鈴木一朗擊出該球季第258支安打，打破喬治·希斯勒高懸84年的單季最多安打紀錄。
- 2006年：黃毓民與梁國雄、陳偉業等人成立了香港社會民主連線，黃毓民當選為黨主席。
- 2009年：英國最高法院接掌上議院的司法職能。
- 2012年：香港南丫島發生當地41年來最嚴重海難，晚上8時23分於榕樹灣對開海面，港燈一艘船被一艘港九小輪撞沉，釀成39死101傷。
- 2015年：湯家驊即日辭任香港立法會新界東選區議員正式生效，在立法會新界東補選選區已將於2016年2月28日舉行。
- 2017年：加泰隆尼亞舉行獨立公投，超過90%選民贊成，通過獨立。
- 2017年：美國內華達州拉斯維加斯一場音樂節活動發生大規模槍擊事件，造成59人死亡、500人以上受傷，為美國歷史上死傷最慘重的槍擊事件。
- 2018年：CCTV-4K开播。
- 2019年：中華民國高雄市政府青年局於左營區世運主場館正式成立。
- 2019年：香港多處爆發反修例示威，要求落實「五大訴求」，香港警方共開六槍，荃灣示威中一名中五學生中槍危殆。
- 2020年：開放弗拉芒自由民主黨籍比利時首相亞歷山大·德克羅與基督教民主和弗拉芒等七黨組成德克魯聯合政府（英语：De Croo Government），結束長達16個月的組閣談判
- 2020年：成立於日治時期的台灣農田水利會與行政院農業委員會農田水利處合併升格為行政院農業委員會農田水利署，象徵其步下共九十八年的歷史舞台，並於同日施行農田水利法。
- 2021年：2020年世界博覽會於阿拉伯聯合大公國杜拜舉行。
- 2022年：印度尼西亚玛琅的坎朱鲁汉体育场发生足球骚乱并导致踩踏事故，造成135人死亡，583人受傷。
- 2022年：LiivSandBox選手劉昶亨於韓職跑跑卡丁車聯賽S2奪下冠軍，為南韓電競歷史上唯一一個在當地職業聯賽奪冠的外籍選手。

## 出生
- 208年：亚历山大·塞维鲁，羅馬帝國塞維魯王朝最後一個皇帝。（235年逝世）
- 1207年：亨利三世，英格蘭國王。（1272年逝世）
- 1542年：瑪麗亞姆·薩曼尼，印度莫臥兒帝國第三任皇后。（1623年逝世）
- 1547年：真田昌幸，日本戰國時代軍事家、大名。（1611年逝世）
- 1685年：查理六世，神聖羅馬帝國皇帝、匈牙利、波希米亞國王。（1740年逝世）
- 1735年：奧古斯都·亨利·菲茨羅伊，英國首相。（1811年逝世）
- 1754年：保羅一世，俄羅斯帝國皇帝。（1801年逝世）
- 1865年：，法國作曲家。（1935年逝世）
- 1877年：小林躋造，日本海軍軍人、政治人物，第17任臺灣總督。（1962年逝世）
- 1881年：威廉·爱德华·波音，美國企業家，波音公司創始人。（1956年逝世）
- 1882年：哈里·查爾斯·伯尼，蘇格蘭船長、海軍軍官。（1943年逝世）
- 1888年：謝俠遜，中國象棋、西洋棋棋手。（1987年逝世）
- 1893年：葉問，香港詠春武術家（1972年逝世）
- 1902年：黃克誠，中國人民解放軍大将（1986年逝世）
- 1903年：弗拉基米爾·霍羅威茨，俄羅斯裔美國鋼琴家、作曲家。（1989年逝世）
- 1904年：奥托·罗伯特·弗里施，奧地利-英國物理學家，原子彈爆炸理論架構設計者之一。（1979年逝世）
- 1905年：李升基，北韓化學家。（1996年逝世）
- 1910年：邦妮·派克，美國電影《我倆沒有明天》真實女主角。（1934年逝世）
- 1913年：艾里奥·格雷西，巴西總合格鬥家。（2009年逝世）
- 1914年：丹尼尔·布尔斯廷，美國歷史學家、博物學家、前國會圖書館館長。（2004年逝世）
- 1915年：杰罗姆·布鲁纳，美國教育心理學家。（2016年逝世）
- 1916年：刘华清，中国人民解放军上将，原中共中央政治局常委、中央军委副主席（2011年逝世）
- 1918年：蔡光黃，越南共和國中將（1993年逝世）
- 1924年：，美國首席大法官。（2005年逝世）
- 1924年：羅傑·威廉斯，美國流行音樂鋼琴家，有「總統專用鋼琴家」外號。（2011年逝世）
- 1924年：张仲威，中國農業經濟學家。（2022年逝世）
- 1924年：吉米·卡特，美國政治人物，第39任美國總統，2002年諾貝爾和平獎得主。（2024年逝世）
- 1925年：楊亨燮，朝鮮民主主義人民共和國黨和國家領導人。（2022年逝世）
- 1935年：朱莉·安德鲁斯，英國女演員、歌唱家、作家。
- 1936年：鄧肯·爱德华兹，英格蘭職業足球運動員。（1958年逝世）
- 1936年：郭黛姮，中國建築師。（2022年逝世）
- 1945年：久保田民繪，日本女演員、配音員。
- 1945年：，印度政治人物、律師，第14任印度總統。
- 1947年：阿龙·切哈诺沃，以色列生物學家，2004年諾貝爾化學獎得主。
- 1948年：漢斯-彼得·克里戈爾，德國計算機科學家。
- 1949年：安德烈·瑞欧，荷蘭小提琴手、作曲家，以華爾茲舞曲創作聞名。
- 1951年：黃毓民，香港學者、立法會議員。
- 1952年：陳友，香港演員。
- 1953年：克劳斯·沃維雷特，德國柏林市長。
- 1954年：馬樂丁·斯特雷，斯洛維尼亞極限馬拉松游泳愛好者。
- 1956年：侯德健，台灣作曲家。
- 1956年：，英國政治人物，前任英國首相。
- 1957年：維拉華蒂·法吉林，印尼女子羽球運動員（2021年逝世）
- 1957年：班鐵翔，臺灣男演員
- 1960年：陳錕山，臺灣電機學者。
- 1960年：李輝香，韓國女演員。
- 1963年：馬克·麥奎爾，美國北美職業棒球大聯盟選手。
- 1964年：黃韻玲，台灣歌手、音樂人。
- 1964年：法子英，中國死刑犯。（1999年逝世）
- 1965年：楊林，台灣女演員。
- 1965年：黃子雄，香港男演員。
- 1966年：，賴比瑞亞職業足球運動員、政治人物，第25任賴比瑞亞總統
- 1967年：梁賀琪，香港著名英文科補習老師、大型連鎖式補習社遵理學校創辦人之一
- 1968年：黎公定，越南律師、人權活動家
- 1969年：尼古拉斯，希臘王子。
- 1969年：馬库斯·斯蒂芬，諾魯政治人物，第11任諾魯總統。
- 1970年：陶敏嫻，台灣女配音員。
- 1971年：黎姿，香港女演員、歌手。
- 1971年：宋一國，韓國男演員。
- 1972年：蕾拉·哈塔米，伊朗女演員。
- 1975年：金宣兒，韓國女演員。
- 1978年：烏青，先鋒詩人、小說家、影像作者。
- 1980年：區鎮樺，前香港大埔區議會議員。（2024年逝世）
- 1981年：酸酸，臺灣喜劇演員。
- 1982年：林奕勳，臺灣男演員，曾任黑膠52、神棍樂團、扎一針樂團、騷包樂團、強辯樂團、胖虎樂團貝斯手。
- 1982年：冼色麗，香港女演員。
- 1984年：蔣卓嘉，台灣創作歌手。
- 1984年：周麗欣，香港女演員。
- 1984年：麥特·凱恩，美國職棒運動員。
- 1985年：艾莫芮德·芬諾，英國女演員、劇作家、導演、製片人。
- 1986年：神田沙也加，日本女歌手。（2021年逝世）
- 1986年：梁振邦，香港足球運動員。
- 1987年：羅天宇，香港男演員。
- 1987年：相葉弘樹，日本男演員。
- 1987年：吉布蘭·拉卡布明·拉卡，印尼商人、政治人物。
- 1989年：月野理紗，日本AV女優。
- 1989年：布麗·拉爾森，美國女演員。
- 1990年：查理·麥克唐納，英國音樂家、主持人。
- 1990年：安東尼·洛佩斯，葡萄牙職業足球運動員。
- 1991年：张阳阳，中國男歌手。
- 1992年：汪小敏，中國女歌手。
- 1992年：湯姆·希契科克，英格蘭職業足球運動員。
- 1993年：林子閎，台灣男子偶像團體SpeXial成員。
- 1993年：周予天，台灣男歌手。
- 1994年：毛不易，中國男歌手。
- 1994年：邢菲，中國女演員。
- 1995年：始娟，韓國女子偶像團體Dreamcatcher成員。
- 1996年：杜穎珊，香港女主持人、演員、意見領袖。
- 1996年：鈴木優華，日本女演員、模特兒
- 1997年：郭俊辰，中國男演員。
- 1997年：鈴木實里，日本女性聲優、歌手。
- 1998年：丹尼爾·加福德，美國職業籃球運動員。
- 2000年：纳塔猜·布恩普拉瑟，泰國男演員。
- 2005年：姜晉安，華裔美國女演員、作家。
- 生年不詳：，日本女性聲優。

## 逝世
- 686年：天武天皇，日本第40代天皇（生年不詳）
- 895年：孔緯，唐朝狀元、宰相（生年不詳）
- 959年：愛德威，英格蘭國王（約940年出生）
- 1404年：教宗博義九世，羅馬主教（1356年出生）
- 1578年：奧地利的唐胡安，西班牙軍事將領（1547年出生）
- 1684年：皮埃爾·高乃依，法國作家（1606年出生）
- 1878年：敏東，緬甸貢榜王朝國王（1808年出生）
- 1901年：阿布杜爾·拉赫曼汗，阿富汗埃米爾（1844年出生）
- 1916年：唐纳德·福雷斯特·布朗，紐西蘭陸軍，維多利亞十字勳章得主（1890年出生）
- 1940年：曾炯，中國數學家（1898年出生）
- 1948年：披耶·瑪奴巴功，泰國政治人物，首任泰國總理（1884年出生）
- 1959年：恩里科·德尼科拉，義大利政治人物，首任意大利總統（1877年出生）
- 1972年：路易斯·利基，英國考古學家、人類學家（1903年出生）
- 1986年：阿奇·萊格，美國飛行員，航空業先驅者，被公認為歷史上首位航空交通管制員（1907年出生）
- 1990年：柯蒂斯·李梅，美國空軍四星上將、參謀長（1906年出生）
- 2007年：阿爾弗雷德·奧特，美國男子田徑運動員（1936年出生）
- 2012年：關山，香港演員（1933年出生）
- 2013年：湯姆·克蘭西，美國小說家（1947年出生）
- 2018年：夏尔·阿兹纳武尔，亞美尼亞男歌手、演員（1924年出生）
- 2022年：安東尼奧·豬木，日本職業摔角選手，曾任日本參議員（1943年出生）
- 2023年：提姆·韋克菲爾德，美國棒球選手（1966年出生）
- 2024年：田昭武，中國電化學家（1927年出生）

## 节假日和习俗

### 国庆
- 帛琉：独立日
- ：独立日
- 喀麦隆：統一日
- 賽普勒斯：独立日
- 奈及利亞：独立日
- 中华人民共和国：国庆节

### 其他
- 国际老人日[1]
- 國際咖啡日[2]
- 世界黑狗日[3]
- 世界明信片日
- 世界咖哩日
- 世界素食日
- 天主教：利雪的德蘭慶節
- 薩爾瓦多、 、 斯里蘭卡：儿童节
- 乌克兰：乌克兰保卫者日
- ：韓國國軍日
- ：教師節